# Какодил
Какоди́л — складний радикал диметиларсин; металорганічна сполука арсену; хімічна формула (С Н3)2As−.

## Опис
У вільному вигляді існує у формі дикакодилу (з'єднання какодилу самого з собою) у вигляді рухливої леткої рідини з огидним запахом з температурою плавлення близько −6 °C і температурою кипіння близько 170 °C. На повітрі самозаймається.
Какодил — один з перших радикалів, відкритих в органічних сполуках. 1760 року директор Севрської порцелянової фабрики Луї Клод Каде де Гассікур, переганяючи ацетат калію з оксидом арсену(III), несподівано отримав димучу рідину з огидним запахом, що містить миш'як, яку назвали аларсіном, або рідиною Каде. Як з'ясували згодом, у цій рідині містилися вперше отримані органічні похідні арсену, серед яких так званий окис какодилу, який утворився внаслідок реакції
4 CH3COOK + As2O3 → (CH3)2As−O−As(CH3)2 + 2 K2CO3 + 2 CO2
У кінці 1830-х років Р. Бунзен отримав з рідини Каде низку сполук, що містять спільну складову частину — радикал (СН3)2As−, який він назвав какодилом (від греч. κᾰκός «поганий») за бридкий запах.

## Застосування
Раніше застосовувався в складі сполук какодилу як бойова отруйна речовина, нині — як гербіцид.

## Хімічні властивості
Какодил входить до складу так званих сполук какодилу: дикакодилу ((СН3)2As)2, хлористого какодилу (СН3)2AsCl, окису какодилу [(СН3)2As]2O тощо.
Дикакодил утворюється при відновленні хлористого какодилу цинком:
2 (CH3)2AsCl + Zn = (CH3)2As·As(CH3)2 + ZnCl2

## Токсичність
Токсичність сполук какодилу зростає в ряду: дикакодил, хлористий какодил, ціанистий какодил.

## Вплив на організм
З'єднання какодилу мають місцеву і загальноотруйну дію, викликаючи біль, запалення і некроз при попаданні на шкіру, запалення дихальних шляхів, пронос при попаданні в шлунково-кишковий тракт. Ураження нервової системи характеризується судомами, паралічами, втратою зору, коматозним станом.
1. ↑  Cacodyl